# Caution World Tour
Caution World Tour foi a décima primeira turnê da cantora e compositora americana Mariah Carey em apoio ao seu décimo quinto álbum de estúdio, Caution (2018).
Com 34 shows no total, a turnê teve a cantora se apresentando na América do Norte e Europa.  A turnê foi recebida com ótimas críticas de críticos de música, muitos dos quais elogiaram as performances vocais de Carey, bem como sua presença geral no palco . 

## Antecedentes e desenvolvimento
O décimo quinto álbum de estúdio de Carey, intitulado Caution, foi lançado em 16 de novembro de 2018 e recebeu elogios da crítica .  O álbum foi descrito como uma "afinação" do trabalho anterior  da cantora,  e elogiado por seu frescor, que o tornou "agradavelmente desafiador" ,  com alguns críticos que o consideram "o novo" plano para atos legados "da estatura"  de Carey.  
Em dezembro de 2018, o álbum havia sido apresentado em inúmeras listas de final de ano por críticos e publicações musicais.  Antes do lançamento do álbum, Carey anunciou datas para a parte norte-americana e européia da turnê, provocando-a como sendo sua "turnê mais íntima até agora".
A parte inicial da turnê foi realizada exclusivamente em locais menores baseados em teatro na América do Norte. Foi lançado em 27 de fevereiro de 2019 em Irving no Texas e concluída em Bethlehem na Pensilvânia . A parte européia da turnê foi principalmente baseada em arenas, com a cantora abrindo em Dublin e terminando em Amsterdã.
Depois disso, a cantora se apresentou em dois festivais na América do Norte: o Quebec City Summer Festival nas planícies de Abraham, no Canadá, onde a cantora se apresentou na frente de uma platéia de mais de 90.000 pessoas  e no Curaçao North Sea Jazz Festival. 

## Repertório

#### América do Norte e Europa
1. "M" (Introdução)
2. "A No No"
3. "Dreamlover"
4. "You Don't Know What to Do / Emotions"
5. "Anytime You Need a Friend"
6. "Anytime You Need a Friend" (C+C Club Mix) [Performada pelos dançarinos]
7. "Can't Take That Away (Mariah's Theme)" (Triumphant Revival Remix) / "Fantasy" (Def Club Mix / Bad Boy Fantasy)
8. "Always Be My Baby" (Com elementos de "Mr. Dupri Mix")
9. "Caution"
10. "GTFO"
11. "8th Grade"
12. "Stay Long Love You" (Seguida por uma performance dos dançarinos)
13. Guitar Interlude
14. "My All"
15. "Vision of Love"
16. "#JusticeForGlitter" (Video interlude)
17. Glitter Medley:
  1. "Never Too Far"
  2. "Last Night a DJ Saved My Life"
  3. "Loverboy"
  4. "Didn't Mean to Turn You On"
18. "Didn't Mean to Turn You On" (Band introductions)
19. "Heartbreaker" (With elements of "Desert Storm Remix")
20. "Touch My Body"
21. "We Belong Together"
22. "We Belong Together" (Desert Storm Remix) [Performado pelos backing vocals]
23. "Hero"
24. "Hero Reprise" (Outro)

Notas
- "Portrait" foi apresentada em Dallas, Houston, Atlanta, Louisville e Atlantic City.
- Da Brat se juntou a Carey durante as performances de "Always Be My Baby" e "Heartbreaker" em Atlanta e Oxon Hill.
- "With You" foi apresentado em Dallas, Houston, Biloxi, Atlanta, Louisville, Detroit, Chicago, Minneapolis, Milwaukee, St. Louis, Nova York, Boston e Wallingford.
- "Vision of Love" não foi apresentada em Toronto.
- "Vision of Love" foi substituída por "Love Takes Time" em Orillia, Buffalo, Oxon Hill, Boston, Filadélfia, Wallingford, Belém, Dublin, Londres, Londres, Paris, Hamburgo, Aalborg e Barcelona.
- "8th Grade" não foi apresentada em Nova York, Oxon Hill, Boston, Filadélfia, Wallingford, Belém, Dublin, Londres, Paris, Hamburgo, Aalborg, Barcelona, Bordeaux e Amsterdã.
- "Stay Long Love You" não foi apresentada na cidade de Nova York.
- Slick Rick e Blood Orange se juntaram a Carey durante a performance de "Giving Me Life" em Nova York.
- " La Di Da Di " foi apresentada por Slick Rick em Nova York.
- Um trecho de "I Wish You Knew" foi apresentado em Atlantic City.
- Um trecho de "One Mo 'Gen" foi apresentado em Atlantic City e no terceiro show de Londres.
- Um trecho de "Candy Bling" foi apresentado na Filadélfia.
- Um trecho de " Underneath the Stars " foi realizado em Wallingford e Bethlehem.
- O interlúdio "We Belong Together (Desert Storm Remix)" realizado pelos cantores de fundo foi gravado em Dublin.
- "Without You " foi apresentado em Dublin, Londres, Paris e Barcelona, Bordeaux.
- O outro "Hero Reprise" foi substituído por "Without You Reprise" em Dublin, Londres, Paris, Barcelona e Bordeaux.
- " Endless Love " foi apresentado em Londres.
- Um trecho de "Music Box" foi apresentado no terceiro show de Londres.
- Um trecho de "Slipping Away" foi apresentado no terceiro show de Londres e em Paris.
- "Fly Like a Bird" foi apresentado em Paris.
- Um trecho de "Melt Away" foi apresentado em Paris e Aalborg.
- Um trecho de " Through the Rain " foi apresentado em Paris.
- "It's Like That" foi apresentado em Hamburgo.
- Um trecho de "Circles" foi realizado em Hamburgo.
- "One Sweet Day " foi apresentado em Aalborg, Barcelona, Bordeaux e Amsterdã.
- Um trecho de "Só dói quando é amor", de Trey Lorenz, foi apresentado em Barcelona.
- "GTFO" não foi realizado em Barcelona, Bordéus e Amsterdã.
- Um trecho de "Mi Todo" foi apresentado em Barcelona.
- A cena de luta "Heartbreaker" foi cortada em Barcelona, Bordeaux e Amsterdã.
- Um trecho de "Rainbow" foi apresentado durante "Can't Take That Away (Mariah's Theme)" em Amsterdã.
- Um trecho de " Close My Eyes " foi realizado em Amsterdã.

#### Quebec
1. "M" (Introdução)
2. "A No No"
3. "Dreamlover"
4. "You Don't Know What to Do / Emotions"
5. "My All"
6. "Shake It Off"
7. "Make It Happen"
8. "Make It Happen / Sweetheart / Say Somethin'" (Performed by background singers)
9. "#Beautiful" (With Daniel Moore II)
10. "One Sweet Day" (With Daniel Moore II and Trey Lorenz)
11. "Always Be My Baby" (With elements of "Mr. Dupri Mix")
12. "Love Takes Time"
13. "#JusticeForGlitter" (Video interlude)
14. Glitter Medley:
  1. "Never Too Far"
  2. "Last Night a DJ Saved My Life"
  3. "Loverboy"
  4. "Didn't Mean to Turn You On"
15. "Didn't Mean to Turn You On" (Band introductions)
16. "It's Like That" (With elements of "Sucker M.C.'s" and "Hollis Crew" by Run-DMC)
17. "Heartbreaker" (With elements of "Desert Storm Remix")
18. "Touch My Body"
19. "We Belong Together"
20. "Through the Rain" (Acapella snippet)
21. "Hero"
22. "Hero Reprise" (Outro)

#### Curaçao
1. "M" (Introduçãon)
2. "A No No"
3. "Dreamlover"
4. "You Don't Know What to Do / Emotions"
5. "Shake It Off"
6. "My All"
7. "Make It Happen"
8. "Make It Happen / Sweetheart / Say Somethin' / Loverboy" (Performed by background singers)
9. "#Beautiful" (With Daniel Moore II)
10. "One Sweet Day" (With Daniel Moore II and Trey Lorenz)
11. "Always Be My Baby" (With elements of "Mr. Dupri Mix")
12. "Love Takes Time"
13. "All I Want for Christmas Is You" (Acapella snippet)
14. "Obsessed"
15. "Obsessed Reprise" (Band introductions)
16. "Touch My Body"
17. "We Belong Together"
18. "Hero"
19. "Hero Reprise" (Outro)

## Recepção Crítica

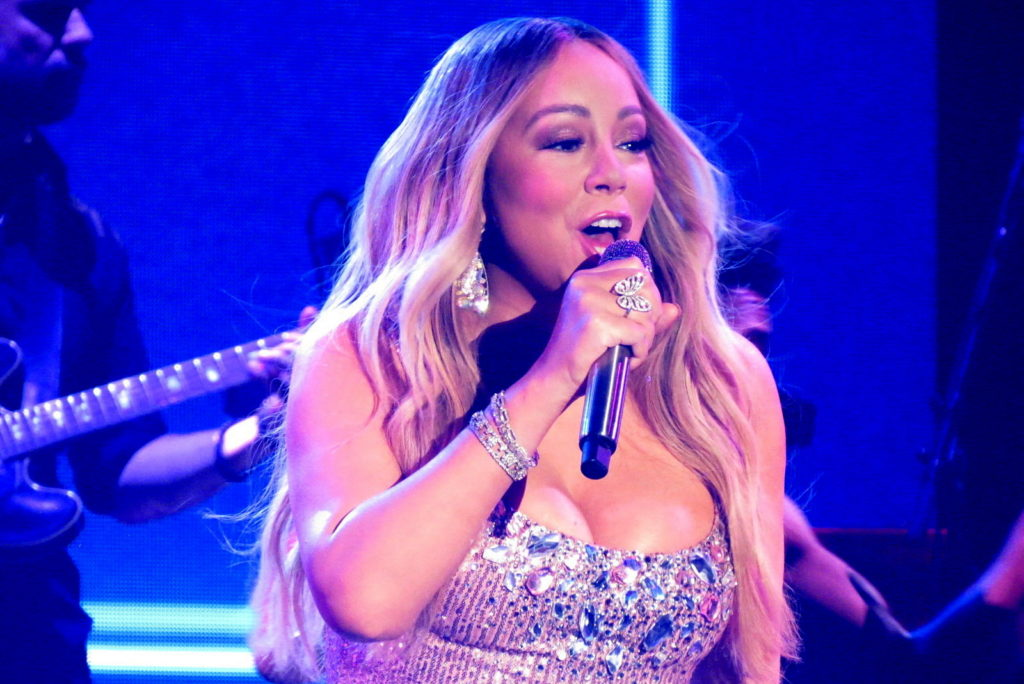
Carey durante um concerto da turnê no Ziggo Dome em Amsterdã, junho de 2019

A Caution World Tour recebeu ótimas críticas de críticos de música, muitos dos quais elogiaram a performance vocal de Carey durante os shows; em um comentário para AJC, Melissa Ruggieri concluiu que o cantor tinha "retomou seu talento ao vivo, descrevendo-o como sendo 'um feito louvável quase 30 anos em uma carreira e uma pena aplaudindo.'  . Da mesma forma, Stefan Kyriazis de Expresso deu ao show 5 estrelas, afirmando: "Ela (Carey) estava tocando os altos, os rosnados baixos e todas aquelas notas de apito icônicas surgindo por todo o palco, quando nos juntamos a uma diva que estava pronta para se divertir. " 
Carey chamou mais atenção por sua residência de três dias no Royal Albert Hall, em Londres ; ela foi elogiada por sua capacidade vocal e presença geral no palco. Michael Cragg, do The Guardian, descreveu as "performances incríveis e divertidas de Carey" como um testemunho de seu status de "diva pop folheada a ouro".  Da mesma forma, Kate Solomon, do The Daily Telegraph, aclamou os shows como sendo "uma mostra surreal, mas incrivelmente agradável, de um lado mais brilhante e divertido do ícone pop".  Em uma crítica para The Arts Desk, Sebastian Scotney elogiou Carey "energia criativa incansável e inquieta", afirmando que o cantor "entrega e o público entrega de volta". 

## Banda, cantores e dançarinos
- Diretor Musical - Daniel Moore II
- Bateria - Josh Baker
- Chaves - Derrieux Edgecombe; Lance Tolbert
- Baixo - Lance Tolbert
- Guitarra - Samir Elmehdaoui
- Cantores de fundo - Trey Lorenz ; Maryann Tatum-Shields; Takeytha Johnson
- Coreógrafo - Bryan Tanaka
- Dançarinos - G. Madison Phelps; Shaun Walker; Lanier McKinney; Julio Marcelino

## Datas
| Encontro                | Cidade              | País             | Local                               | Atos de abertura | Comparecimento        | receita                                  |
| America do Norte        | America do Norte    | America do Norte | America do Norte                    | America do Norte | America do Norte      | America do Norte                         |
| ----------------------- | ------------------- | ---------------- | ----------------------------------- | ---------------- | --------------------- | ---------------------------------------- |
| 27 de fevereiro de 2019 | Irving              | Estados Unidos   | Toyota Music Factory                | DJ Suss One      | -                     | -                                        |
| 1 de março de 2019      | Terra do açúcar     | Estados Unidos   | Smart Financial Center              | DJ Suss One      | 5.581 / 6.554         | $ 631.986 [ fonte não confiável? ]       |
| 2 de março de 2019      | Biloxi              | Estados Unidos   | Beau Rivage Theatre                 | DJ Suss One      | -                     | -                                        |
| 5 de março de 2019      | Atlanta             | Estados Unidos   | Fox Theatre                         | DJ Suss One      | 3.348 / 4.101         | US $ 424.908 [ fonte não confiável? ]    |
| 6 de março de 2019      | Louisville          | Estados Unidos   | The Louisville Palace               | DJ Suss One      | 2.452 / 2.597         | US $ 343.823 [ fonte não confiável? ]    |
| 8 de março de 2019      | Detroit             | Estados Unidos   | Fox Theatre                         | DJ Suss One      | 4.531 / 4.751         | US $ 440.768 [ fonte não confiável? ]    |
| 9 de março de 2019      | Indianapolis        | Estados Unidos   | Murat Theatre                       | DJ Suss One      | 2.425 / 2.515         | US $ 301.184 [ fonte não confiável? ]    |
| 11 de março de 2019     | Chicago             | Estados Unidos   | Chicago Theatre                     | DJ Suss One      | 3.551 / 3.551         | $ 434.548 [ fonte não confiável? ]       |
| 13 de março de 2019     | Minneapolis         | Estados Unidos   | State Theatre                       | DJ Suss One      | 2.106 / 2.133         | US $ 295.814 [ fonte não confiável? ]    |
| 15 de março de 2019     | Milwaukee           | Estados Unidos   | Miller High Life Theatre            | DJ Suss One      | 3.503 / 3.503         | 331.319 dólares [ fonte não confiável? ] |
| 16 de março de 2019     | São Luís            | Estados Unidos   | Stifel Theatre                      | DJ Suss One      | 2.940 / 3.038         | US $ 302.781 [ fonte não confiável? ]    |
| 18 de março de 2019     | Pittsburgh          | Estados Unidos   | Benedum Center                      | DJ Suss One      | 2.508 / 2.825         | US $ 339.167 [ fonte não confiável? ]    |
| 20 de março de 2019     | Toronto             | Canadá           | Sony Centre for the Performing Arts | DJ Suss One      | 3.140 / 3.191         | US $ 412.001 [ fonte não confiável? ]    |
| 21 de março de 2019     | Orillia             | Canadá           | Casino Rama Entertainment Center    | DJ Suss One      | -                     | -                                        |
| 23 de março de 2019     | Búfalo              | Estados Unidos   | Shea's Performing Arts Center       | DJ Suss One      | 2.911 / 3.049         | US $ 352.281 [ fonte não confiável? ]    |
| 25 de março de 2019     | Cidade de Nova York | Estados Unidos   | Radio City Music Hall               | DJ Suss One      | 5.943 / 5.943         | US $ 941.320                             |
| 30 de março de 2019     | Cidade atlântica    | Estados Unidos   | Hard Rock Live                      | DJ Suss One      | -                     | -                                        |
| 31 de março de 2019     | Oxon Hill           | Estados Unidos   | The Theater at MGM                  | DJ Suss One      | 2.763 / 2.763         | US $ 494.534 [ fonte não confiável? ]    |
| 2 de abril de 2019      | Boston              | Estados Unidos   | Wang Theatre                        | DJ Suss One      | 3.092 / 3.223         | US $ 357.446 [ fonte não confiável? ]    |
| 3 de abril de 2019      | Filadélfia          | Estados Unidos   | Metropolitan Opera House            | DJ Suss One      | 3.155 / 3.155         | $ 290.194 [ fonte não confiável? ]       |
| 5 de abril de 2019      | Wallingford         | Estados Unidos   | Toyota Oakdale Theatre              | DJ Suss One      | 4.150 / 4.384         | $ 316.063 [ fonte não confiável? ]       |
| 6 de abril de 2019      | Belém               | Estados Unidos   | Sands Bethlehem Event Center        | DJ Suss One      | -                     | -                                        |
| Europa                  |                     |                  |                                     |                  |                       |                                          |
| 22 de maio de 2019      | Dublin              | Irlanda          | 3Arena                              | N / D            | 5.023 / 5.023         | US $ 411.682 [ fonte não confiável? ]    |
| 25 de maio de 2019      | Londres             | Inglaterra       | Royal Albert Hall                   | N / D            | -                     | -                                        |
| 26 de maio de 2019      | Londres             | Inglaterra       | Royal Albert Hall                   | N / D            | -                     | -                                        |
| 27 de maio de 2019      | Londres             | Inglaterra       | Royal Albert Hall                   | N / D            | -                     | -                                        |
| 1 de junho de 2019      | Paris               | França           | Palais des Congrès de Paris         | N / D            | -                     | -                                        |
| 2 de junho de 2019      | Hamburgo            | Alemanha         | Barclaycard Arena                   | N / D            | -                     | -                                        |
| 4 de junho de 2019      | Aalborg             | Dinamarca        | Aalborghallen                       | N / D            | -                     | -                                        |
| 10 de junho de 2019     | Barcelona           | Espanha          | Palau Reial de Pedralbes            | N / D            | -                     | -                                        |
| 11 de junho de 2019     | Bordeaux            | França           | Arena Arkéa                         | N / D            | -                     | -                                        |
| 13 de junho de 2019     | Amsterdam           | Países Baixos    | Ziggo Dome                          | N / D            | -                     | -                                        |
| America do Norte        |                     |                  |                                     |                  |                       |                                          |
| 11 de julho de 2019     | cidade de Quebec    | Canadá           | Plains of Abraham                   | Daniel César     |                       |                                          |
| América do Sul          |                     |                  |                                     |                  |                       |                                          |
| 31 de agosto de 2019    | Willemstad          | Curaçao          | World Trade Center Piscadera Bay    | N / D            | -                     | -                                        |
| Total                   | Total               | Total            | Total                               | Total            | 58.099 / 66.299 (87%) | $ 7.583.612                              |

## Shows cancelados
| Encontro           | Cidade   | País   | Local                  | Razão                 |
| ------------------ | -------- | ------ | ---------------------- | --------------------- |
| 8 de junho de 2019 | Florença | Itália | Stadio Artemio Franchi | Problemas de produção |